# Zoo Osnabrück
Zoo Osnabrück is de dierentuin van de Duitse stad Osnabrück in de deelstaat Nedersaksen. De dierentuin werd geopend in 1936 en de collectie omvatte destijds inheemse diersoorten. Tegenwoordig is Zoo Osnabrück 23.5 hectare groot en worden ongeveer driehonderd, veelal exotische, diersoorten gehouden.

## Beschrijving
Bij de ingang van de dierentuin naast het planetorium ligt de "Unterirdischer Zoo", een parkdeel dat uniek is in de wereld en in 2009 werd geopend. In de "Unterirdischer Zoo" worden verschillende gravende diersoorten zoals molratten, veldhamsters en zwartstaartprairiehonden gehouden en de bezoekers lopen via onderaardse gangen langs de tunnels en holen van de diersoorten.
De Afrikaanse fauna vormt een belangrijk onderdeel van de collectie van Zoo Osnabrück. In het "Tal der Graues Riesen" bevinden zich de verblijven van de Afrikaanse olifanten, witte neushoorns, enkele antilopesoorten en verschillende kleine zoogdieren, waaronder zandkatten. Het parkdeel "Samburu" richt zich op de diersoorten van het gelijknamige reservaat in Kenia met onder meer leeuwen, Afrikaanse wilde honden, klipdassen, netgiraffes, chapmanzebra's, impala's, elandantilopen en struisvogels. "Takamanda", genoemd naar het Takamanda National Park in Kameroen, werd in 2010 geopend en omvat de verblijven van verschillende diersoorten uit Centraal-Afrika, zoals chimpansees, apen, grote koedoes, knobbelzwijnen, goudjakhalsen, servals en gevlekte hyena's.
In en rond het Südamerika Haus worden verschillende soorten zoogdieren, vogels en reptielen uit Zuid-Amerika gehouden, waaronder laaglandtapirs, klauwapen en boshonden. Andere onderdelen van Zoo Osnabrück zijn het Terra-Aquarium, het Affenhaus met diverse primatensoorten, de verblijven voor verschillende wilde honden en de Vogelgarten met diverse volières.
In 2011 worden "Angkor Wat", een nieuw verblijf voor zwijnsapen naar model van de tempelruïne Angkor Wat, en het parkonderdeel "Taiga" met nieuwe verblijven voor de Europese bruine beren en rendieren geopend.

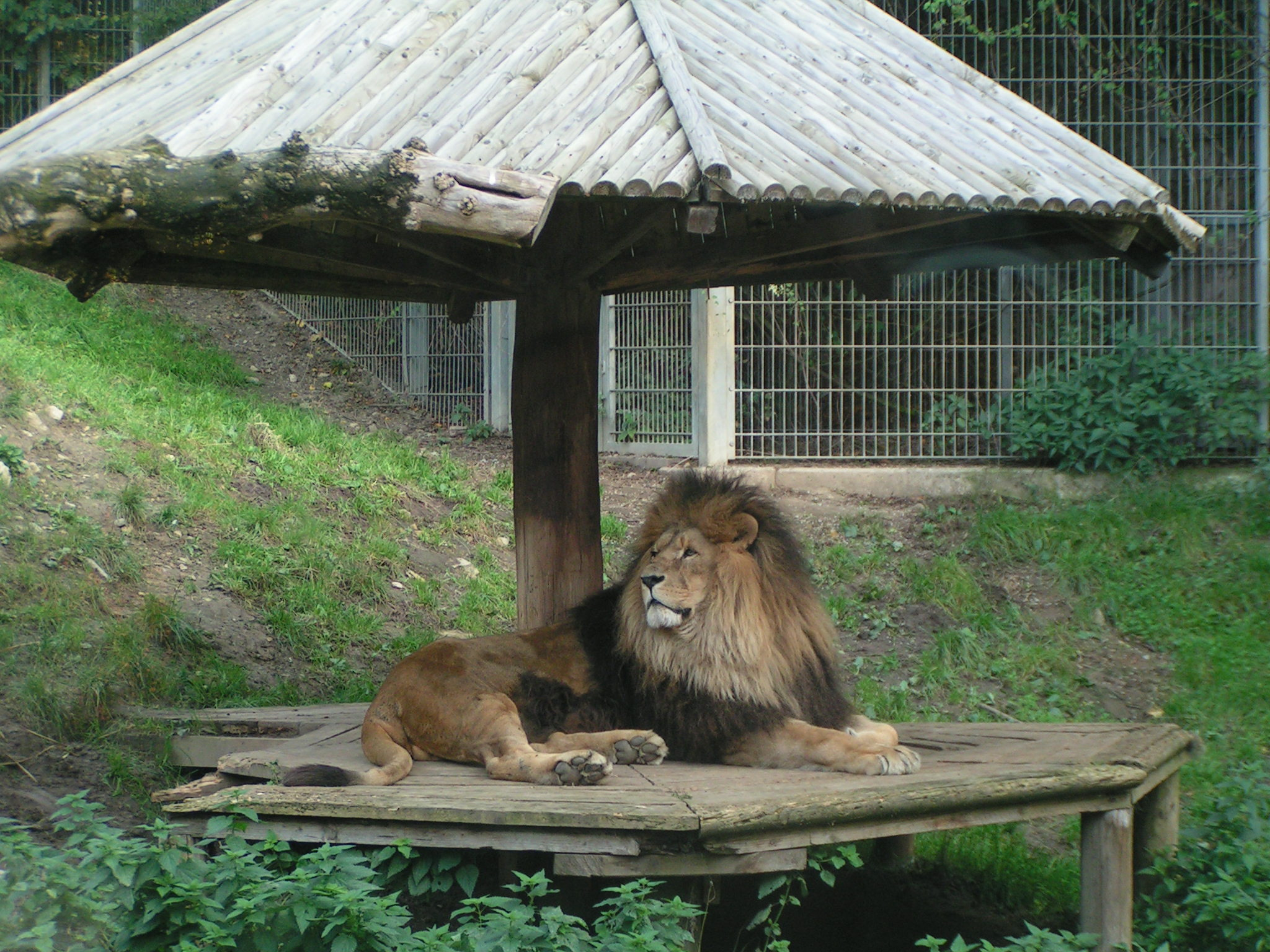
Leeuw in het parkdeel "Samburu"
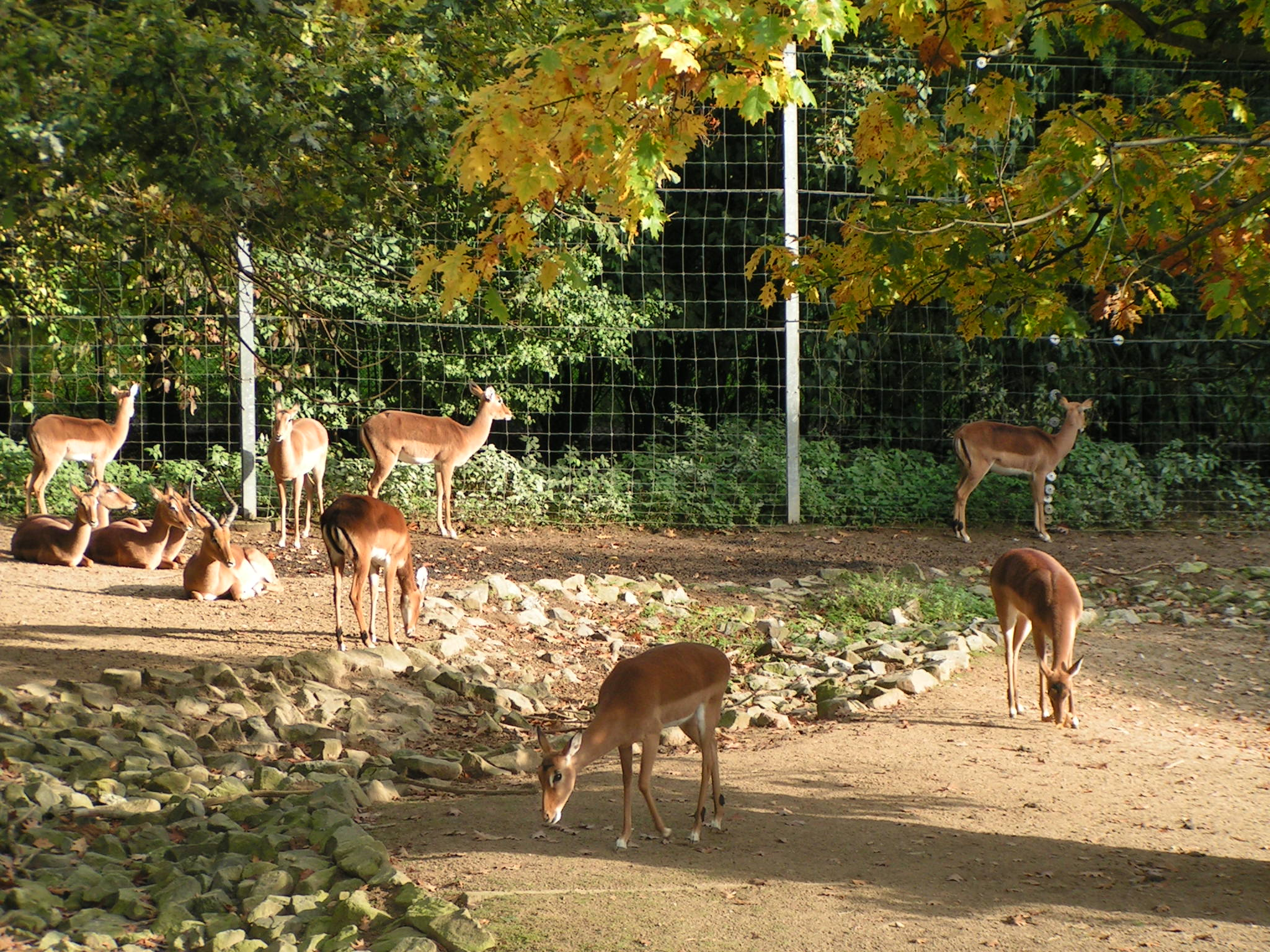
Impala's in het parkdeel "Samburu"
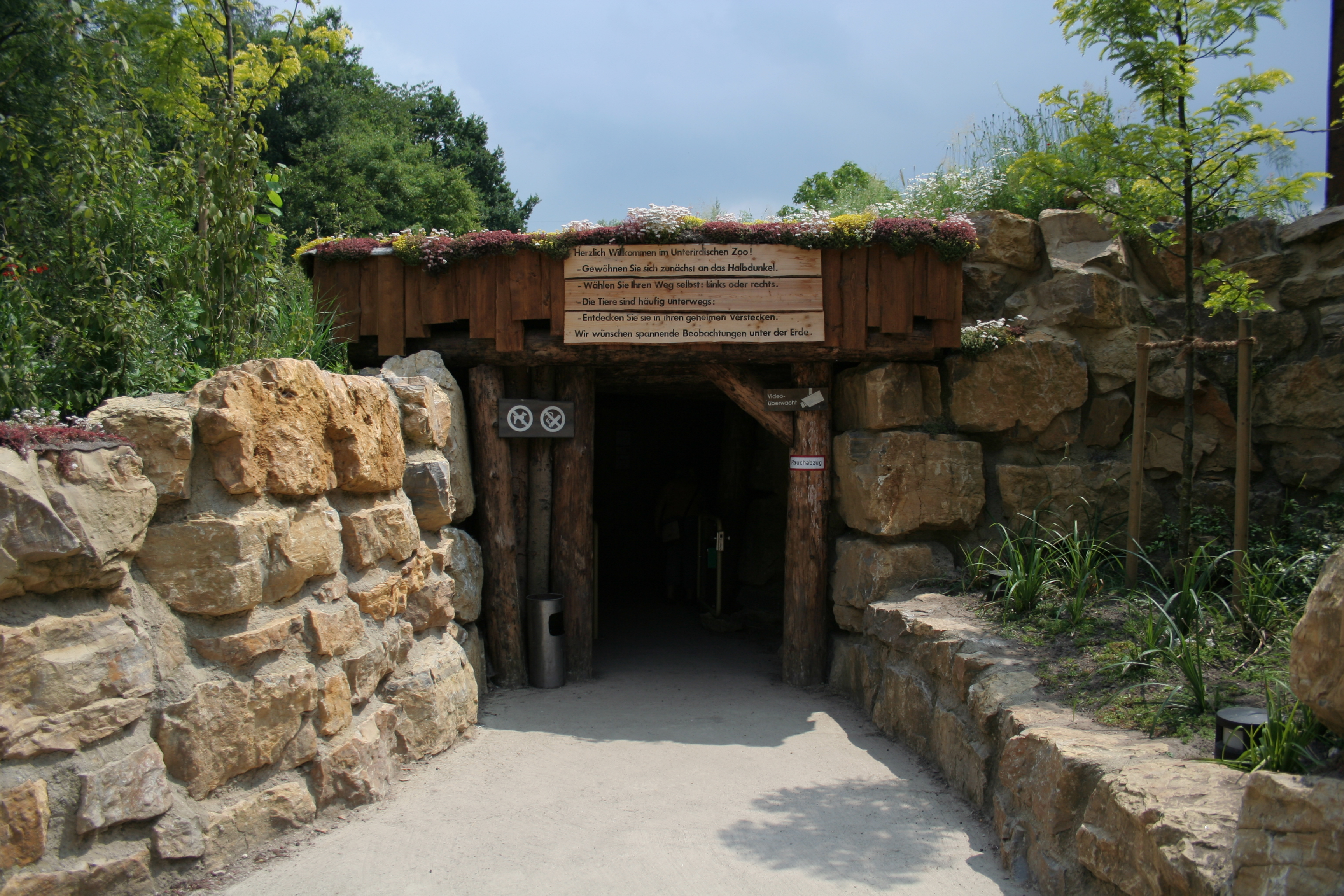
Ingang van de "Unterirdischer Zoo"
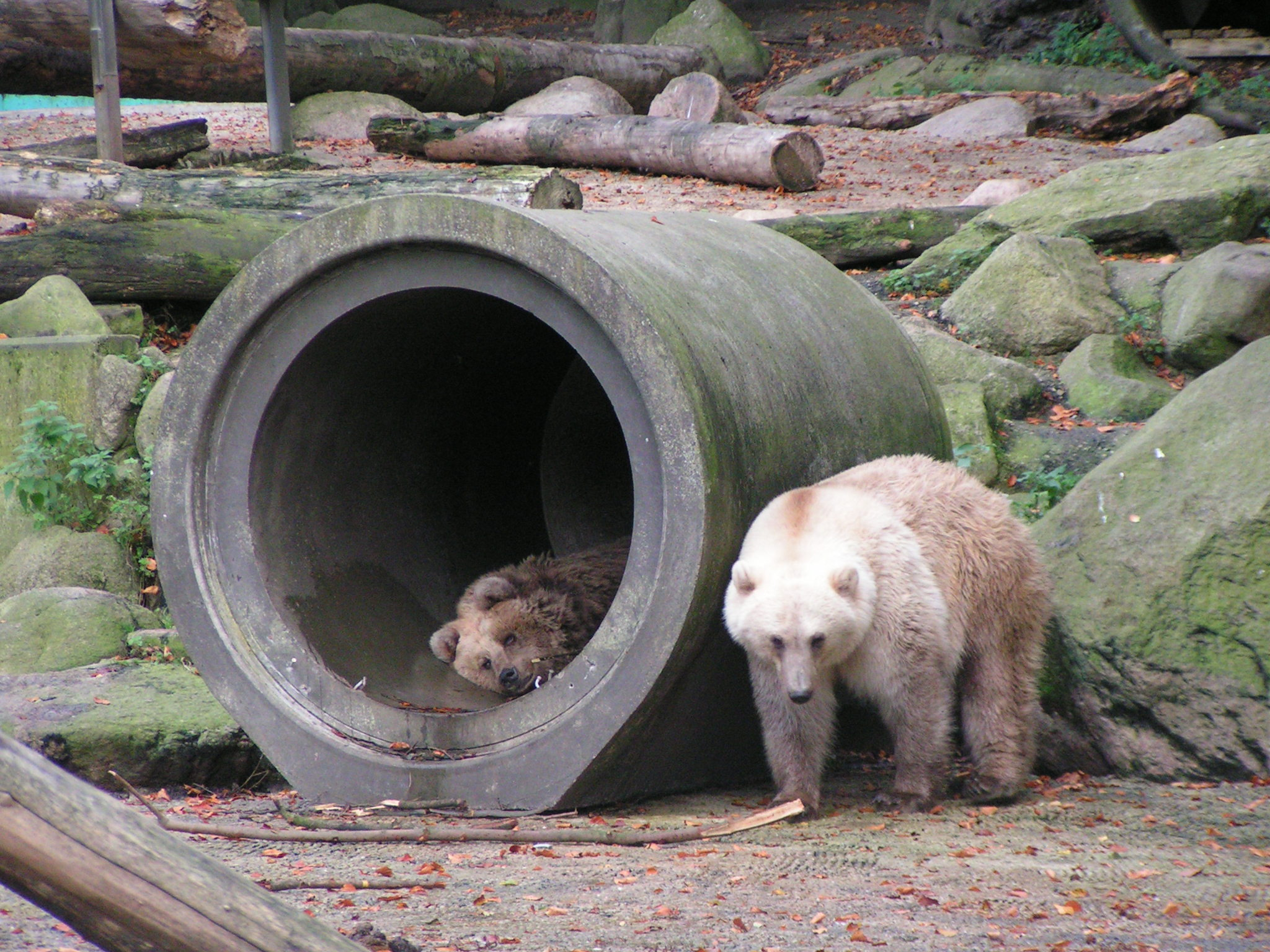
Bruine beren in het oude berenverblijf